# Докодон
Докодон (Docodon) — викопний рід всеїдних ссавцеподібних (Mammaliformes), що жили протягом юрського періоду (176—144 млн років тому). Рештки докодонів знаходять у Північній Америці та Європі. Це були дрібні ссавці завдовжки близько 10 см та вагою 30 г. Будова зубів вказує на всеїдність.

## Види
Було виявлено кілька видів, але зараз більшість з них вважається представниками D. victor, а відмінності пояснюються різним віком представлених особин. Однак D. apoxys все ще вважається окремим видом через різну кількість зубних коренів.
- Docodon victor
- Docodon apoxys[4]
- Docodon hercynicus[1]